# Pterocephalodes hookeri
Pterocephalodes hookeri är en tvåhjärtbladig växtart som först beskrevs av Charles Baron Clarke, och fick sitt nu gällande namn av V. Mayer och F. Ehrendorfer. Pterocephalodes hookeri ingår i släktet Pterocephalodes och familjen Dipsacaceae. Inga underarter finns listade i Catalogue of Life.